# Ричард Джуъл
Ричард Джуъл (на английски: Richard Jewell) е американски охранител и полицейски служител.
Известен е с това, че първи открива бомбата, заложена в Сентениъл парк в Атланта по време на летните олимпийски игри в Атланта през 1996 година. След като открива бомбата, която се намира в изоставена раница, Ричард информира полицейските служители, защото по онова време работи като охранител на събитието. Въпреки бързата евакуация взривът убива 2 души и ранява 111 човека. Това е първият от общо 4 взрива, за които е отговорен американският терорист Ерик Рудолф.
Първоначално Ричард е обявен за герой от американските медии, дава множество интервюта и дори му предлагат да напише книга за живота си. След три дни обаче е обявен за основен заподозрян. Според ФБР той покрива стереотипа на самотен бял мъж и пренавит служител на реда, който има болезнена нужда да се докаже като герой. Освен това предишния му живот и провинения по време на предишните му работни позиции също подкрепят тази теза. Като охранител на университетски кампус например той е оказвал прекомерен контрол върху студентите и неправомерно е спирал за проверка шофьори на автомобили.
Въпреки че никога не е обвинен директно от полицията, Ричард преминава през огромен натиск от медиите, който оказва силно негативно влияние на личния му и професионален живот. В резултат на това той си наема адвокат, който да го защитава и преминава през детектор на лъжата, който издържа успешно. На 26 октомври 1996 година федералният прокурор Кент Александър изпраща на Джуъл необичайно писмо, с което го уведомява, че името му е изчистено от всякакви подозрения във връзка с терористичния акт в Атланта. През 1997 година, след още три взрива, ФБР открива истинския извършител на престъплението – Ерик Рудолф.
Джуъл умира на 44 години на 29 август 2007 година от сърдечна недостатъчност, в резултат на усложнение от диабет. Несправедливото му обвинение е разгледано в американския филм „Случаят Ричард Джуъл“ от 2019 година с режисьор Клинт Истууд.